# فینال جام در جام اروپا ۱۹۷۳
فینال جام در جام اروپا ۱۹۷۳، رقابت پایانی جام در جام اروپا در سال ۱۹۷۳ میلادی است که مابین دو تیم باشگاه فوتبال آ.ث. میلان و باشگاه فوتبال لیدز یونایتد برگزار شده‌است.
این مسابقه که در تاریخ ۱۶ مه ۱۹۷۳ انجام شده‌است با نتیجه ۱ بر ۰ به سود تیم باشگاه فوتبال آ.ث. میلان به پایان رسید.